# Henry James, 1:e baron James av Hereford

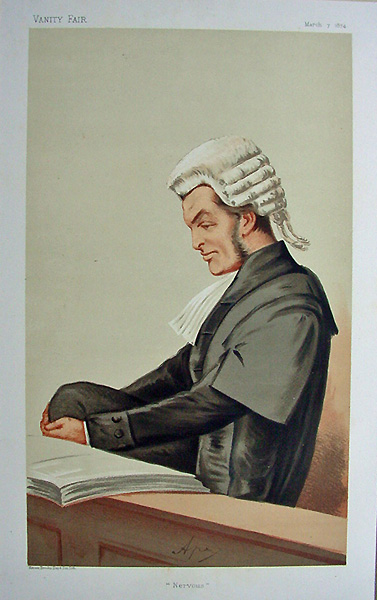
Henry James, 1:e baron James av Hereford.

Henry James, 1:e baron James av Hereford, född den 30 oktober 1828, död den 18 augusti 1911, var en engelsk jurist och politiker.
James blev 1852 advokat och var 1868–1895 medlem av underhuset, först som liberal, efter Gladstones övergång till home-rulepolitiken som liberalunionist. År 1873 inträdde han i Gladstones första ministär som kronjurist (han blev solicitor general i september och attorney general i november). I Gladstones andra ministär (1880–1885) var James attorney general, men avböjde för home-rulefrågans skull det honom 1886 av Gladstone erbjudna lordkanslersämbetet. Åren 1895–1902 tillhörde James som kansler för hertigdömet Lancaster Salisburys tredje kabinett. Han upphöjdes till peer 1895 och var senare i överhuset en av de mest framträdande frihandelsunionisterna och uppträdde där i december 1909 mot förkastandet av den liberala ministärens budget.